# Alois II. z Lichtenštejna
Alois II. Josef (26. května 1796, Vídeň – 12. listopadu 1858, zámek Lednice) byl lichtenštejnským knížetem od roku 1836 až do své smrti. Byl prvorozeným synem knížete Jana I. Josefa z Lichtenštejna a jeho ženy Josefy Sofie z Fürstenbergu.

## Původ a mládí
Alois II. Josef se narodil ve Vídni jako druhé dítě a první syn knížete Jana I. Josefa z Lichtenštejna (1760–1836), vrchního velitele rakouské císařské armády a jeho ženy hraběnky Josefy Sofie z Fürstenbergu-Weitry (1776–1848). V mládí získal vynikající vzdělání, mezi jeho vychovateli a učiteli byli přední pedagogové a odborníci své doby.
V roce 1818, ve svých dvaadvaceti letech, podnikl cestu do Itálie, kde navštěvoval věhlasná muzea, galerie a kostely. V roce 1820 pak navštívil Anglii a Skotsko.
V roce 1837 byl kníže Alois II. vyslán do Anglie na diplomatickou misi při příležitosti korunovace královny Viktorie.[zdroj?]

## Veřejná činnost
Byl velkým hospodářským reformátorem. Zasloužil se o vybudování první zemědělské školy v habsburské monarchii. V letech 1849–1858 předsedal Vídeňské zemědělské společnosti.
Od roku 1848 do roku 1849 zasedal také jako poslanec Moravského zemského sněmu. Nastoupil sem po zemských volbách roku 1848 za kurii virilistů a velkostatků coby reprezentant 16 rodových panství na Moravě.
Kníže Alois II. nechal v letech 1836–1847 přestavět barokní vídeňský palác, v letech 1845–1858 novogoticky zámek v Lednici a nechal přistavět skleník. V roce 1857 nechal postavit školu a kostel svaté Barbory v Adamově.

## Vyznamenání
Dne 17. září 1836 obdržel kníže Alois II. Josef Řád zlatého rouna a 22. dubna 1854 Velkokříž sv. Štěpána.

## Rodina
Dne 8. srpna 1831 se ve Vídni kníže Alois II. oženil s o 17 let mladší hraběnkou Františkou Kinskou z Vchynic a Tetova (8. srpna 1813 Vídeň – 5. února 1881 Vídeň), dcerou Františka Kinského z Vchynic a Tetova a jeho manželky Terezie Bruntálské z Vrbna. Měli spolu devět dcer a dva syny:
- 1. Marie Františka (20. září 1834 – 1. prosince 1909), ⚭ 1860 Ferdinand hrabě z Trauttmansdorffu (27. června 1825 – 12. prosince 1896), nejvyšší komorník císařského dvora, předseda rakouské Panské sněmovny
- 2. Karolína Marie (27. února 1836 – 28. března 1885), ⚭ 1855 Alexander z Schönburg-Hartensteinu (5. března 1826 – 1. října 1896)
- 3. Sofie Marie (11. července 1837 – 25. září 1899), ⚭ 1859 Karel z Löwenstein-Wertheim-Rosenbergu (21. května 1834 – 8. listopadu 1921)
- 4. Aloisie Marie (13. srpna 1838 – 17. dubna 1920), ⚭ Jindřich, hrabě z Fünfkirchenu (25. ledna 1830 – 2. ledna 1885)
- 5. Ida Marie (17. září 1839 – 4. srpna 1921), ⚭ 1857 Adolf Josef ze Schwarzenbergu (18. března 1832 – 5. října 1914), kníže ze Schwarzenbergu, 13. vévoda krumlovský
- 6. Jan II. (5. října 1840 – 11. února 1929), lichtenštejnský kníže, svobodný a bezdětný
- 7. Františka Xaverie (30. prosince 1841 – 13. května 1858)
- 8. Henrieta Marie (6. června 1843 – 24. prosince 1931), ⚭ 1865 Alfréd z Lichtenštejna (11. července 1842 – 8. října 1907)
- 9. Anna Marie (26. února 1846 – 22. dubna 1924), ⚭ 1864 Jiří Kristián z Lobkowicz (14. května 1835 – 21. prosince 1908), kníže z Lobkowicz, nejvyšší maršálek Českého království
- 10. Tereza Marie (28. července 1850 – 13. března 1938), ⚭ 1882 Arnulf Bavorský (6. července 1852 – 12. listopadu 1907)
- 11. František I. (28. srpna 1853 – 25. července 1938), kníže lichtenštejnský, ⚭ 1929 Elsa von Gutmann (6. ledna 1875 – 28. září 1947)

## Pohřeb

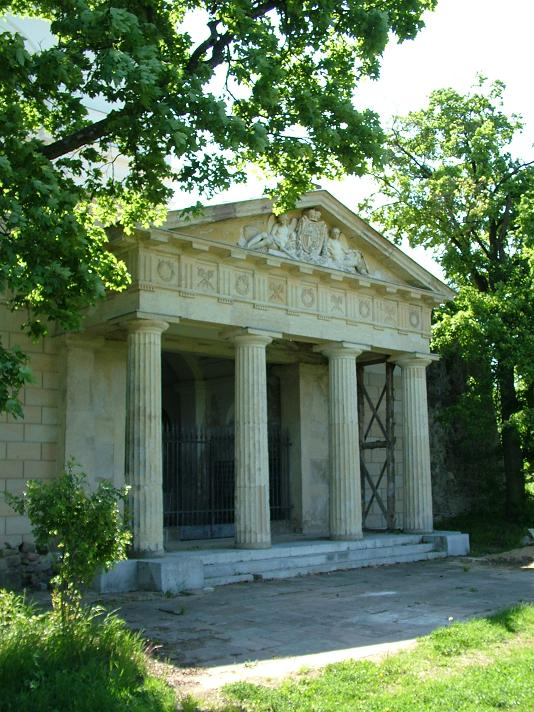
Lichtenštejnská hrobka ve Vranově

Kníže Alois II. i jeho manželka Františka byli pochováni v nové lichtenštejnské rodinné hrobce ve Vranově, severně od Brna, kterou dal vystavět jeho předchůdce, kníže Jan I. Josef.